# 陳溪川
陳溪川（1933年—）是一名臺灣自由車運動員，台中人，曾與陳柏宗、黃添財、賴士雄共同獲得1958年亞洲運動會男子團體追逐賽銅牌。個人亦曾多次奪得全國自由車爭先賽及個人計時賽冠軍。